# Engenheiro de instrumentação
O engenheiro de instrumentação é responsável pelo desenvolvimento de sistemas de medição, controle e confiabilidade e aplica-los em processos industriais, embora atualmente a utilização de instrumentos esteja disseminada por todos os dispositivos de tecnologia avançada como automóveis, computadores, aviões, etc…
Este profissional atua nas industrias de processo como industrias quimicas, pertroquimicas, com o objetivo de otimizar sistemas de controle, melhorando a confiabilidade, a segurança e a estabilidade da planta industrial.

## Instituições onde formam Engenheiros de Instrumentação
No Brasil:
- Universidade Federal do ABC (UFABC) na cidade de Santo André no ABC Paulista.

Em Portugal:
- Universidade da Madeira
- Instituto Superior de Engenharia do Porto
- Instituto Politécnico de Setúbal na Escola Superior de Tecnologia de Setúbal
- Instituto Politécnico de Viseu na Escola Superior de Tecnologia de Viseu

Em Angola
- Instituto Nacional de Petróleos do Sumbe